# Rio Moji-Guaçu
Rio Moji-Guaçu är ett vattendrag i Brasilien.   Det ligger i delstaten São Paulo, i den sydöstra delen av landet, 600 km söder om huvudstaden Brasília.
Trakten runt Rio Moji-Guaçu består till största delen av jordbruksmark. Runt Rio Moji-Guaçu är det ganska tätbefolkat, med 111 invånare per kvadratkilometer.